# Top Boy
Top Boy è una serie televisiva britannica ideata e scritta da Ronan Bennett.
Ambientato nella zona residenziale immaginaria di Summerhouse a Hackney, la serie segue le vite di un gruppo di persone coinvolte nel traffico di droga e nelle bande di strada.
La prima stagione venne trasmessa su Channel 4 dal 31 ottobre al 3 novembre 2011, mentre la seconda stagione andò in onda dal 20 agosto al 10 settembre 2013. Sebbene siano state proposte trame per una terza stagione, la serie venne abbandonata dalla rete nel 2014.
Nel novembre 2017, venne annunciato che, a seguito dell'interesse del rapper canadese Drake, Netflix ordinò una terza stagione di 10 episodi con Walters e Robinson che avrebbero ripreso i loro ruoli. Inoltre, il creatore della serie originale Ronan Bennett tornerà a scrivere tutti gli episodi, mentre i produttori esecutivi saranno Drake, Adel Nur, Maverick Carter e Jamal Henderson. La nuova stagione sarà prodotta dalla SpringHill Entertainment, una casa di produzione, posseduta da Carter e LeBron James. La terza stagione verrà distribuita a livello globale su Netflix il 13 settembre 2019.
In Italia, le prime 2 stagioni, vennero pubblicate su Netflix, in versione originale sottotitolata, il 29 aprile 2017 con il nome di Top Boy: Summerhouse; la terza stagione è stata pubblicata il 13 settembre 2019.
Il 31 gennaio 2022, tramite un post pubblicato sulla pagina Instagram di Netflix UK, viene annunciato che la quarta stagione verrà pubblicata il 18 marzo.

## Trama

### Prima stagione
La prima stagione segue la difficile situazione di Ra'Nell mentre naviga nelle insidie di vivere in una zona residenziale piena di criminalità dopo che sua madre Lisa è stata ricoverata in un ospedale psichiatrico. Ra'Nell, che si è guadagnato una reputazione nella zona per il suo comportamento instabile dopo aver pugnalato suo padre violento, è tranquillo e chiuso. Mentre sua madre è in ospedale, viene curato dal suo caro amico, Leon, che una volta era un rispettato garante della zona, ma da allora si è lasciato alle spalle il passato. Nel frattempo, l'amica di Lisa, Heather, raccoglie l'aiuto di Ra'Nell per coltivare un raccolto di cannabis in modo che lei possa guadagnare abbastanza soldi per uscire dalla zona e allevare il suo nascituro in qualche luogo più sicuro.
Nel frattempo, il suo migliore amico, Gem, si ritrova sopra di sé quando inizia a lavorare come spacciatore per i boss di Summerhouse, Dushane e Sully. Gem viene facilmente costretto e si ritrova in balia del loro fidato difensore, Dris, che è spietato e violento.
Dushane e Sully gestiscono la zona residenziale insieme con relativa facilità, ma quando Kamale, uno spacciatore rivale ruba una grande quantità della loro scorta, sono costretti a dare la caccia al ladro prima che il loro fornitore, Bobby Raikes, agisca. L'urgenza dell'inseguimento mette a repentaglio la collaborazione di Dushane e Sully.

### Seconda stagione
Dopo che la polizia ha scoperto un corpo, Dushane, Sully e Dris vengono arrestati. Dushane si rende presto conto che c'è un infiltrato nel suo gruppo e deve affrontare le ripercussioni. Nel frattempo, Sully sta cercando di mettere in piedi il suo gruppo per competere con quello di Dushane con il suo amico Mike, un ex detenuto psicopatico limite. Quando un accordo con i partner commerciali albanesi di Dushane va a male, tenta ancora di ottenere l'aiuto di Sully per eliminarli.
Michael, un giovane commerciante, inizia a temere per la sua vita quando la polizia lo costringe a fornire informazioni che potrebbero imprigionare Dushane.
Lisa affronta lo sfratto dai suoi affari quando il padrone di casa triplica il suo affitto, mentre Ra'Nell cerca di migliorare se stesso partecipando ad alcuni allenamenti a calcio. Gem è in grossi guai con il malvagio Vincent e viene usato come pedina per completare gli affari di droga. Nel frattempo, Sully entra in contatto con Jason, un ragazzo trascurato che sta cercando di sopravvivere in un mondo pieno di droga e omicidio.

### Terza stagione
Dushane è fuggito in Giamaica, dove lavora nel negozio di noleggio auto di suo cugino. Quando fa un affare con un signore della droga imprigionato di nome Sugar, torna a Summerhouse per vendere il prodotto di Sugar e diventare di nuovo Top Boy. Tuttavia, un nuovo gruppo, guidato dallo spietato Jamie, non sopporta Dushane che calpesta il loro territorio.
Sully è in prigione ed è coinvolto in una lotta di potere con Modie, un omicida spacciatore che gestiva Summerhouse in assenza di Dushane e Sully. Quando Sully viene rilasciato, si riconnette con Jason e Gem per iniziare a vendere a Ramsgate. Nel frattempo, Dris, dopo aver subito un ictus che lo ha lasciato parzialmente disabile, lotta con le sue responsabilità al ritorno di Dushane.
Jamie tenta di affermare il suo dominio in Summerhouse, spinto a provvedere ai suoi fratelli più piccoli mentre Dushane tenta di riprendere il controllo.

### Quarta stagione
Nel finale della prima (o meglio terza) stagione, vediamo Dushane nei panni del massimo esponente del narcotraffico della zona est di Londra. Nel frattempo Jamie, quasi al contrario, si è consegnato alla polizia dichiarando che la pistola e la droga fossero di sua proprietà. La condanna prevista per quest’ultimo sono 20 anni di carcere, ma Dushane decide di fargli visita in prigione per aiutarlo. Dopo aver scampato le autorità, Modie viene colpito dalla polizia e muore. Lizzie e Jamie sono ancora a piede libero e quest’ultimo è pronto a prendere il comando. Dris, che dopo aver ricevuto la proposta da Jermaine stava lavorando per London Fields, viene ucciso da Sully causa tradimento.
Dris lascia orfana sua figlia in quanto la madre della bambina si trova attualmente in prigione. Questo omicidio porta nuovamente Dushane ad un conflitto con Sully. Il colpo di scena finale è rappresentato però da due tossicodipendenti, Lee e Sarah, che chiedono a Dushane e Sully delle dosi. Questi ultimi sono in realtà i poliziotti che stanno indagando su Dushane. Nella quarta stagione, o meglio la seconda su Netflix, invece, vedremo Dushane e Sully alle prese con la costruzione e la gestione del loro regno del narcotraffico con sede nel complesso residenziale di Summerhouse.

### Quinta stagione
Dopo la morte di Jamie, Sully prende il controllo a Summerhouse, costringendo Dushane a mollare tutto. Ma Sully e Jaq fanno una macabra scoperta, trovano le teste dei contatti marocchini invece di trovare panetti di droga. Sully riceve una chiamata dai i nuovi fornitori Irlandesi, che alla fine verranno uccisi da Dushane e Sully perché i nuovi fornitori avevano minacciato Sully nominando Tash (La Figlia Di Sully). Jaq a causa della morte della sorella (Lauryn) ruba la droga a Sully, ma Sully scopre che è stato Jaq a rubare la droga, la insegue con Dushane e Kieron a Londra. Alla fine Jaq affronta Sully in un bar e gli assicura che gli restituirà tutto. Intanto, Dushane continua a pensare all’omicidio di Jeffrey, il suo ex socio in affari e si rende conto che deve lasciare assolutamente il paese. Non riesce a ottenere il passaporto e i soldi giamaicani e si ritrova a Summerhouse, dove i residenti stanno protestando per gli sfratti. La situazione peggiora quando la polizia fa cadere una ragazza con la macchina durante le proteste. Intanto, Sully rivela a Kieron di sapere che gli ha mentito su quanto fatto da Jaq. Dopo di che, Kieron viene trascinato via in un furgone e di lui non si sa più nulla. Presumiamo che sia stato ucciso. Jaq decide di incontrare Sully nella tenuta per restituirgli la droga. Dushane decide di prendere parte all’incontro per verificare che tutto vada bene. Ed ecco che proprio lui colpisce Jaq e ruba la droga, con cui ha intenzione di pagare il contatto. Così due uomini vengono mandati a recuperare Dushane per portarlo in Turchia. Ma Sully, con i suoi alleati, si scontra con loro e uccide i due scagnozzi. Dushane cerca di scappare, ma Sully lo colpisce. Mentre sta morendo, Dushane confessa a Sully di averlo sempre rispettato, come se fosse il suo Fratello Maggiore. Nel finale, Dushane muore e Sully va via con la droga. Quest’ultimo si reca poi dalla figlia Tash, per iniziare una nuova vita. Deve, però, affrontare Stefan, il fratello minore di Jamie, che aveva ucciso nella seconda stagione. Alla fine Stefan capisce che non ne vale la pena perché suo fratello maggiore (Jamie) non avrebbe mai voluto che Stefan entrasse nella vita di strada e alla fine va via. Sully ora crede di essere finalmente libero, ma ecco che un uomo sconosciuto spara contro la sua auto, uccidendolo. La serie TV, dunque, finisce con le morti di Dushane, Sully e Kieron. I due amici diventano alla fine nemici, mentre Jaq ormai sembra essere al sicuro. Stefan, invece, evitare di diventare un assassino e potrebbe avere la possibilità di percorrere la strada della criminalità.

|prima stagione
|10
| colspan="2" |2019
|-
|seconda stagione
|8
| colspan="2" |2022
|}

## Personaggi e interpreti

### Principali
- Dushane (stagione 1-in corso), interpretato da Ashley Walters
- Sully (stagione 1-in corso), interpretato da Kane Robinson
- Ra'Nell (stagioni 1-2), interpretato da Malcolm Kamulete
- Dris (stagione 1-3), interpretato da Shone Romulus
- Heather (stagione 1), interpretata da Kierston Wareing
- Leon (stagione 1), interpretato da Nicolas Pinnock
- Lisa (stagioni 1-2), interpretata da Sharon Duncan-Brewster
- Gem (stagioni 1-2; guest star stagione 3), interpretato da Giacomo Mancini
- Michael (stagioni 1-2), interpretato da Xavien Russell
- Jason (stagioni 2-3), interpretato da Ricky Smarts
- Jamie (stagione 3-4), interpretato da Micheal Ward

### Ricorrenti
- Chantelle (stagione 1), interpretata da Letitia Wright
- Kamale (stagione 1), interpretato da Tayo Jarrett
- Lee Greene (stagione 1), interpretato da Cyrus Desir
- Bobby Raikes (stagione 1), interpretato da Geoff Bell
- Joe (stagioni 1-2), interpretato da David Hayman
- Ninja (stagioni 1-2), interpretato da Chiefer Appiah
- Vincent (stagioni 1-2), interpretato da Benedict Wong
- Hoodlum (stagioni 1-2), interpretato da Jordan Bernard
- Collins (stagione 2), interpretato da Andreas Andreou
- R-Marni (stagione 2), interpretato da Kasey McKellar
- Shaheed (stagione 2), interpretato da Noah Maxwell Clarke
- Neveah (stagione 2), interpretata da Monique Day
- Mike (stagione 2), interpretato da Paul Anderson
- Mr. Mustapha (stagione 2), interpretato da Nabil Elouahbi
- Jermaine (stagioni 2-3), interpretato da Ashley Thomas
- Kit (stagione 3-4), interpretato da Kadeem Ramsay
- Aaron (stagione 3-in corso), interpretato da Hope Ikpoku Jnr
- Jaq (stagione 3-in corso), interpretata da Jasmine Jobson
- Leyton (stagione 3), interpretato da Kola Bokinni
- Sarah (stagione 3-in corso), interpretata da Isla Jackson-Ritchie
- Lauryn (stagione 3-in corso), interpretata da Saffron Hocking
- Maude (stagione 3-in corso), interpretata da Elizabeth Tan
- Modie (stagione 3), interpretato da David Orobosa Omoregie
- Shelley (stagione 3-in corso), interpretata da Simbiatu Abisola Abiola Ajikawo
- Ats (stagione 3-4), interpretato da Keiyon Cook
- Lizzie (stagione 3-in corso), interpretata da Lisa Dwan

## Trasmissione internazionale
Negli Stati Uniti le prime 2 stagioni sono andate in onda su DirecTV.

## Home video
Il DVD della prima stagione venne distribuito il 22 luglio 2013, mentre quello per la seconda il 16 settembre dello stesso anno.

## Accoglienza

### Critica
La serie venne accolta molto positivamente dalla critica. La prima stagione su Rotten Tomatoes ha un indice di gradimento del 100% con un voto medio di 8 su 10, basato su 5 recensioni.